# ابن عرس ياباني
ابن عرس ياباني (الاسم العلمي: Mustela itatsi) (بالإنجليزية: Japanese Weasel)‏ هو نوع من الحيوانات يتبع جنس ابن عرس من فصيلة العرسيات.